# پیتر فرانکوارت
پیتر فرانکوارت (انگلیسی: Peter Franquart؛ زادهٔ ۴ ژانویهٔ ۱۹۸۵) بازیکن فوتبال اهل فرانسه است.
از باشگاه‌هایی که در آن بازی کرده‌است می‌توان به باشگاه فوتبال رویال شارلوا، باشگاه فوتبال لو آور، و باشگاه فوتبال لیل اشاره کرد.
وی همچنین در تیم ملی فوتبال زیر ۲۱ سال فرانسه بازی کرده‌است.